# Solymár I. táró
A Solymár I. táró a Nagykovácsi, Pilisszentiván, Pilisvörösvár és Solymár közigazgatási területére kiterjedő Pilisi-szénmedence egyik, már régen felhagyott szénbányászati létesítménye volt. Solymár közigazgatási területén ez volt az első komolyabb szénbánya, ahol kereskedelmi mennyiségben folytattak szénbányászatot.

## Története
Miután a 19. század második felében több Budapesthez közeli település (az elsők között Pilisszentiván, majd Nagykovácsi és Pilisvörösvár) határában is kitermelésre alkalmas minőségű és mennyiségű barnakőszenet találtak, Solymár határában is több helyen szénkutatásokba fogtak. Az első, eredményes kutatófúrások Loser Mátyás nevéhez fűződnek, aki a Zsíros-hegy és a Szél-hegy tömbjében is kutatott szénlelőhelyek után.
Loser Mátyás és az érdekeltségébe tartozó Budapestvidéki Kőszénbánya és Ipar Rt. 1894-ben létesítette a Solymár I. táró elnevezésű szénkutató tárót a Szél-hegy lábánál, a hegy csúcsától északnyugati irányban, a Budapest–Esztergom-vasútvonal közelében, és a táróban már a következő év januárjában megtalálták a szenet, aminek kitermelését vélhetően még abban az évben el is kezdték. Az itt talált szén azonban – talán a minőségét, talán a mennyiségét illetően – nem teljesítette a beruházók várakozásait, mert a tárót pár éven belül felhagyták, és a rendelkezésre álló források szerint a kitermelt szenet is csak a környékbeli mészégető kemencék tüzelőanyagaként használták fel.

## Névhasználat
Nem ismert olyan adat, mely szerint a Solymár I. táró, mint bányászati létesítmény, illetve a Solymár I. tárói bányaüzem elnevezése elkülönült volna egymástól, a leggyakrabban vélhetően mindkettőt azonos néven nevezték.

## Utóélete

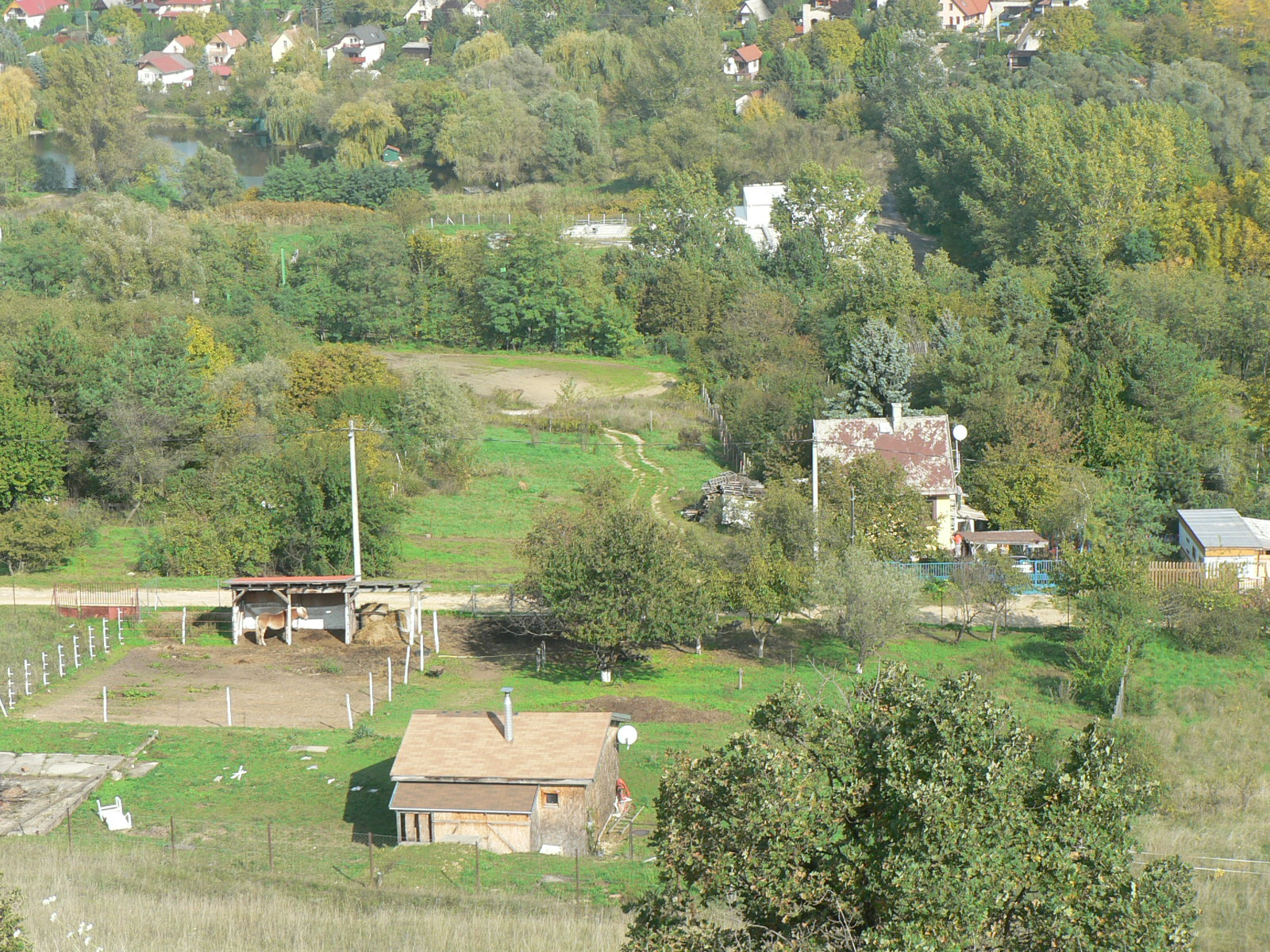
A kép közepén látható, beépítetlen telek északi része a Solymár I. táró egykori nyitópontjának körülbelüli helye; ma lovarda és munkagépek tárolóhelye (2015)

A 20. század első két évtizedében nem folyt szénbányászat ebben a térségben, mert Pilisszentiván és Pilisvörösvár területén is több, ennél jóval ígéretesebb szénlelőhelyet tártak fel (Erzsébet-akna, Lipót-akna), amelyekre alapozva mindkét településen jelentős dolgozói létszámmal működő bányaüzemeket szerveztek meg. Az 1920-as években aztán, az Erzsébet-akna kényszerű felhagyását követően ismét a Szél-hegy tömbje került a szénkutatások középpontjába, és itt mélyítettek új aknát Solymár-akna néven, a Solymár I. táró közelében, attól valamelyest nyugatabbra. Ez a bányaüzem 1939-ig működött, amikor az állandósuló vízbetörések miatt bezárták.
A második világháborút követően néhány évig még próbálkoztak a Szél-hegy alatti szénvagyon kitermelésével: ezúttal egy lejtaknát nyitottak meg a bezárt Solymár-akna és a felhagyott Solymár I. táró nyitópontjai közötti területen, sőt feltételezések szerint a tárót újra ki is nyitották a lejtősaknai munkálatok miatt, feltárási célokból. A lejtősaknai bányaüzem 1946 és 1950 között vette ki a részét a széntermelésből, azt követően a lejtakna és a táró bejáratát is minden valószínűség szerint beomlasztották.
A Solymár I. táró egykori bejáratának feltételezhető helyén ma már semmi nem látható, ami az egykor itt állt bányászati létesítményekre utalna. A korabeli térképeket a jelenkori terepi viszonyokkal és térképekkel összevetve a táró nyitópontja a Szél-hegy csúcsát a pilisvörösvári szennyvíztisztító teleppel összekötő egyenes mentén, vagy ahhoz nagyon közel, a vasútvonaltól maximum néhány tíz méterre lehetett, azon a területen, ahol ma lovarda, illetve munkagépek műszaki tárolóhelye található.